# بلدية بوكسهولم
 بوكسهولم (بالسويدية: Boxholms kommun) هي بلدية تقع في إقليم أوسترجوتلاند، تبلغ مساحة البلدية 526 كيلو متر مربع .
بلغ عدد سكان البلدية 5322 نسمة في عام 2015.